# Priscakoala lucyturnbullae
Priscakoala es una especie extinta de marsupial diprotodonto de la familia de los fascolárctidos y único miembro del género Priscakoala. Vivió durante el período Mioceno inferior en Riversleigh, Australia y se trata del más plesiomórfico de los koalas y el mayor de los cuatro encontrados en la zona del Mioceno de Riversleigh.